# Вильегас, Гильермо Телль
Гильермо Телль Вильегас (исп. Guillermo Tell Villegas; 1823 — 21 марта 1907) — венесуэльский политик, юрист, педагог и писатель, президент Венесуэлы в 1868, 1870 и 1892 годах. Получил юридическое образование в Центральном университете Венесуэлы, занимался адвокатской практикой. В 1859 году стал губернатором штата Баринас. Дважды занимал пост министра иностранных дел Венесуэлы. Дядя президента Венесуэлы Гильермо Телль Вильегас Пулидо, власть к которому перешла после отстранения первого от власти.

## Биография
Начав свою карьеру в области права, он стал губернатором Баринаса в 1859 году и впоследствии занимал различные должности в правительстве Хуана Крисостомо Фалькона, включая министра внутренних дел и юстиции и временного министра иностранных дел Венесуэлы. В 1864 и 1866 годах был назначен в Федеральный Верховный суд. 
Вильегас участвовал в восстании в 1867 году и был избран председателем Палаты депутатов в 1868 году, ооткрыто выступая против правительства Фалькона. Синяя революция 1868 года отстранила Фалькона от власти, и Вильегас стал министром иностранных дел при президенте Хосе Руперто Монагасе.
Он также впервые провёл в качестве временного президента Венесуэлы восемь месяцев, в течение которых он восстановил Федеральную конституцию 1864 года. После того, как он снова занял пост временного президента и министра внутренних дел в 1869 году, в 1870 году он был временным президентом в третий раз, пока Монагас боролся с Либеральной революцией. Революция оказалась успешной, и Вильегас ушёл из активной политики, уступив пост президента. 
После выхода на пенсию Вильегас занялся педагогической деятельностью, и в 1876 году он основал школу Ла-Пас. В 1880-х годах он опубликовал несколько учебных пособий, а в 1889 году президент Хуан Пабло Рохас Пауль назначил его министром народного просвещения. В 1892 году Вильегас был назначен президентом Федерального совета. Вильегас в последний раз исполнял обязанности президента Венесуэлы в 1892 году в отсутствие Раймундо Андуэса Паласио из-за начала Легалистской революции.  
Вильегас ушёл в отставку в том же году, и его место занял его племянник Гильермо Телль Вильегас Пулидо. Вернувшись к образованию, он опубликовал первую венесуэльскую популярную книгу по литературе, науке и искусствам в 1895 году.  В 1901 году он был избран членом Национальной академии истории в возрасте 80 лет. 